# Tre Leghe

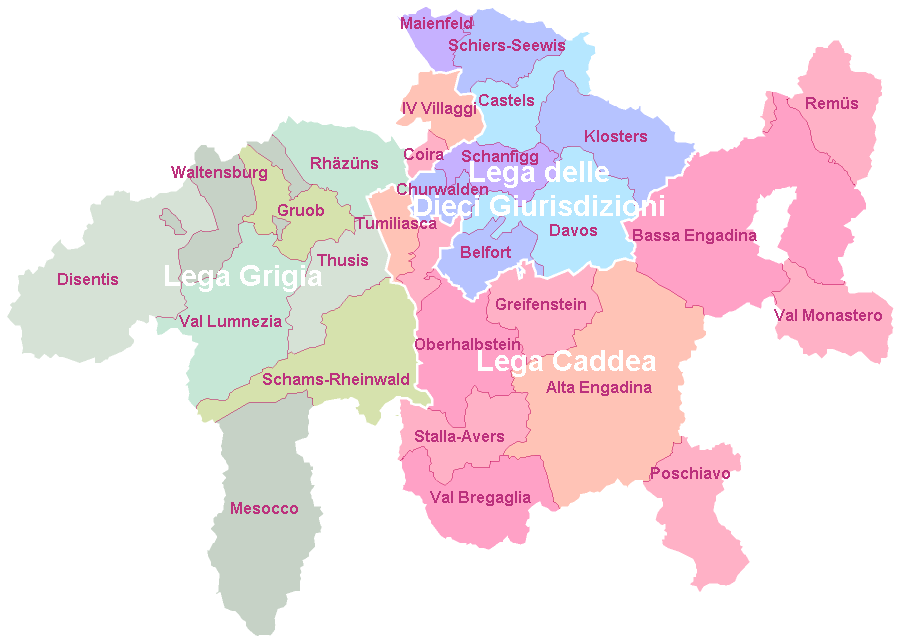
Tre leghe grigioni. Non colorato, al centro della Bassa Engadina, l'exclave austriaca di Tarasp

Il Libero Stato delle Tre Leghe o Repubblica delle Tre Leghe, noto informalmente anche come Grigioni, fu uno stato federale nato nel 1524 con gli accordi di Ilanz, stipulati tra la Lega Caddea, la Lega Grigia e la Lega delle Dieci Giurisdizioni; il nuovo Stato si associò militarmente in perpetuo alla Svizzera pur non facendovi parte.
La lega succedette nel controllo del territorio al Principato vescovile di Coira, svuotandolo progressivamente di ogni potere pur senza abolirlo legalmente. Fino al 1803 Tarasp rappresentò un'exclave austriaca nel territorio dei Grigioni.
Le Tre Leghe costituirono uno dei primi esempi noti al mondo di una federazione, come neppure la Svizzera stessa era all’epoca essendo limitata a un patto confederale di unanimità, in quanto i suoi accordi costitutivi permettevano di obbligare giuridicamente una delle sue tre leghe a una decisione di politica estera quando le altre due fossero d’accordo.

## Storia
Le Tre Leghe partirono dal territorio del decadente Principato e quindi della Diocesi, ossia gli attuali Grigioni compreso fin da subito l’italofona Bregaglia, ma non la Mesolcina portata sotto il controllo del Ducato di Milano, e la allora romancia val Venosta, mentre si erano stabilizzati su una linea simile a quella odierna i confini con l’Austria. Già nel 1408 la comunità di Poschiavo, che mai aveva avuto legami con la diocesi, aderì alla Lega Caddea approfittando dei disordini interni dei domini viscontei e portando in dote il controllo di un altro passo di scorta, quello del Bernina. Quasi un secolo dopo fu la Mesolcina, che invece era già sottoposta ecclesiasticamente al vescovo, a entrare nelle Tre Leghe nel 1495. Il collasso del ducato visconteo permise poi la conquista della Valtellina, che divenne un paese soggetto. Nel 1618 si ebbe invece una perdita territoriale, quando gli Asburgo conquistarono la val Venosta tranne la val Monastero, poi germanizzandola.
Nell’accordo di tipo federalistico alla base dello stato, le tre entità, pur rimanendo autonome e distinte, stipularono un patto per difendersi meglio dal potente vicino austriaco, che in ogni modo tentava di soggiogare queste regioni al fine di ottenere il controllo sui passi presenti nella regione.
In particolare in questo accordo si stabiliva che: tutte le strade dovevano essere aperte a chiunque; la decisione presa da due Leghe è vincolante anche per la terza; le discordie tra due Leghe trovano nella terza un arbitro; non si può negare giustizia né a un cittadino, né a un Comune o a una Lega; le conquiste territoriali appartengono a tutte e tre le Leghe; le spese di guerra sono a carico di tutti, anche del clero; le decisioni vengono prese in una Dieta annuale; il patto deve valere fin che dureranno le valli e le montagne. Con accordi parziali con la Confederazione elvetica stipulati nel 1497 dalla Lega Grigia e nel 1498 dalla Lega Caddea, lo stato delle Tre Leghe era considerato Stato associato alla Confederazione ("Zugewandte Ort").
Dal 1512 la Valtellina con i Contadi di Bormio e Chiavenna appartennero, pur con differenti livelli di sudditanza, alle Tre Leghe, fino a quando alla fine del XVIII secolo i rivoluzionari giacobini, abilmente sostenuti dai francesi, promossero una rivolta separatista che giustificò l'intervento transalpino il 22 ottobre 1797, primo brumaio, proprio in Valtellina.
La Valtellina grigione comprendeva la pieve di Samolaco, la pieve di Chiavenna, la pieve di Ardenno, la pieve di Berbenno, la pieve di Sondrio, la pieve di Tresivio, la pieve di Villa, la pieve di Mazzo e la pieve di Bormio.  

### La fine della Repubblica
Il 5 marzo 1798 le truppe francesi di Napoleone Bonaparte invasero ufficialmente la Svizzera e entrarono a Berna, un mese dopo venne abolita la Vecchia Confederazione e al suo posto nacque la Repubblica Elvetica, un regime filofrancese: la nuova Costituzione invitava la vicina Repubblica delle Tre Leghe ad entrare a far parte del nuovo Stato. Le Tre Leghe però firmarono un trattato che autorizzava l’Austria a occupare i confini e i paesi della Rezia. Le truppe francesi occuparono le Tre Leghe e insediarono a Coira un governo filofrancese. I comuni chiesero al governo di Coira l’annessione alla Repubblica elvetica, come "Canton Rezia". La vittoria austriaca nel 1799 comportò il ritorno effimero all’antico ordinamento statale. La definitiva conferma dell’annessione dell'ex Libero Stato delle Tre Leghe alla Svizzera arrivò con l’Atto di Mediazione del 1803, a seguito del quale il territorio andò a costituire il nuovo Cantone Grigioni.

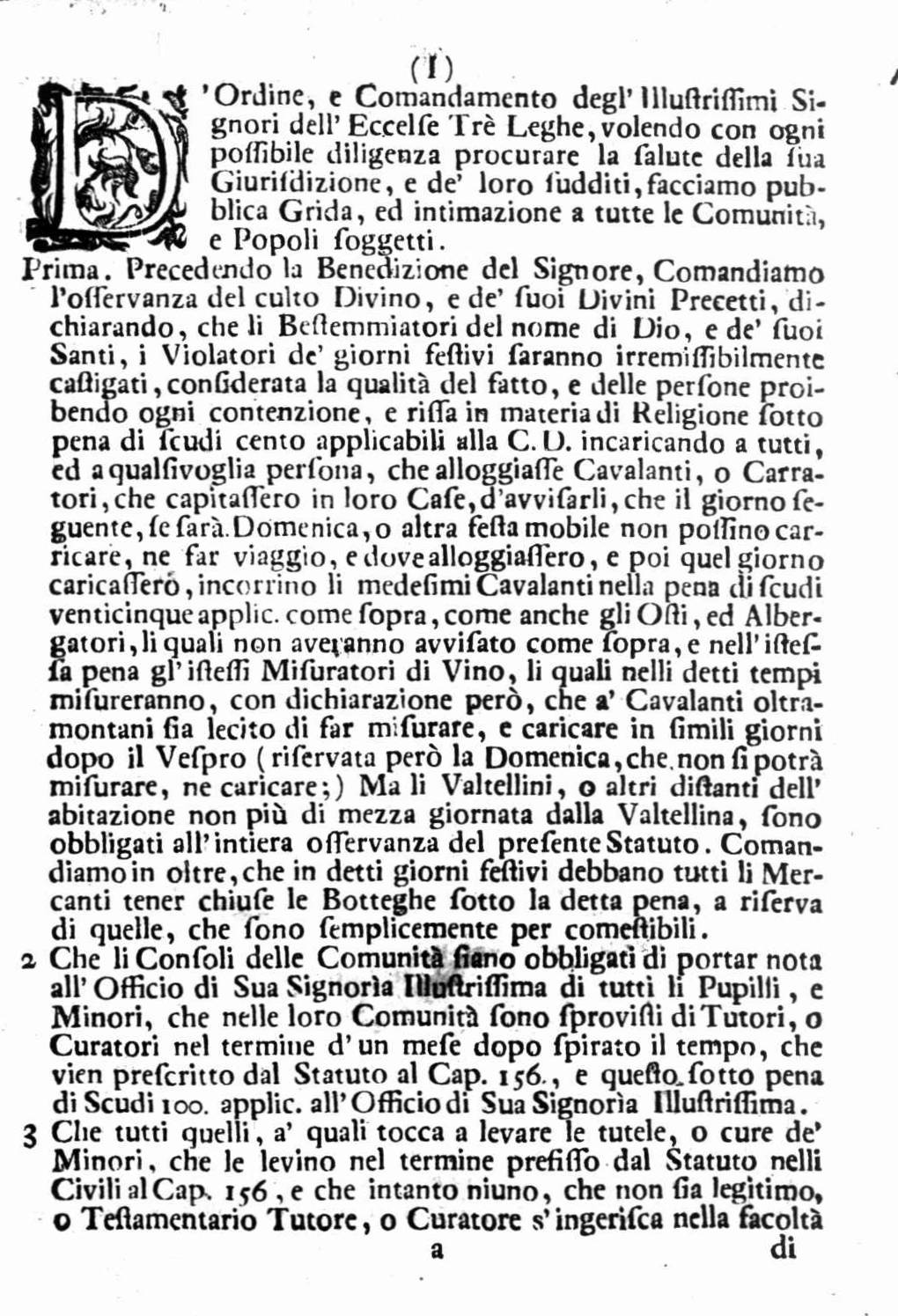
Grida ed ordini di Valtellina, 1698
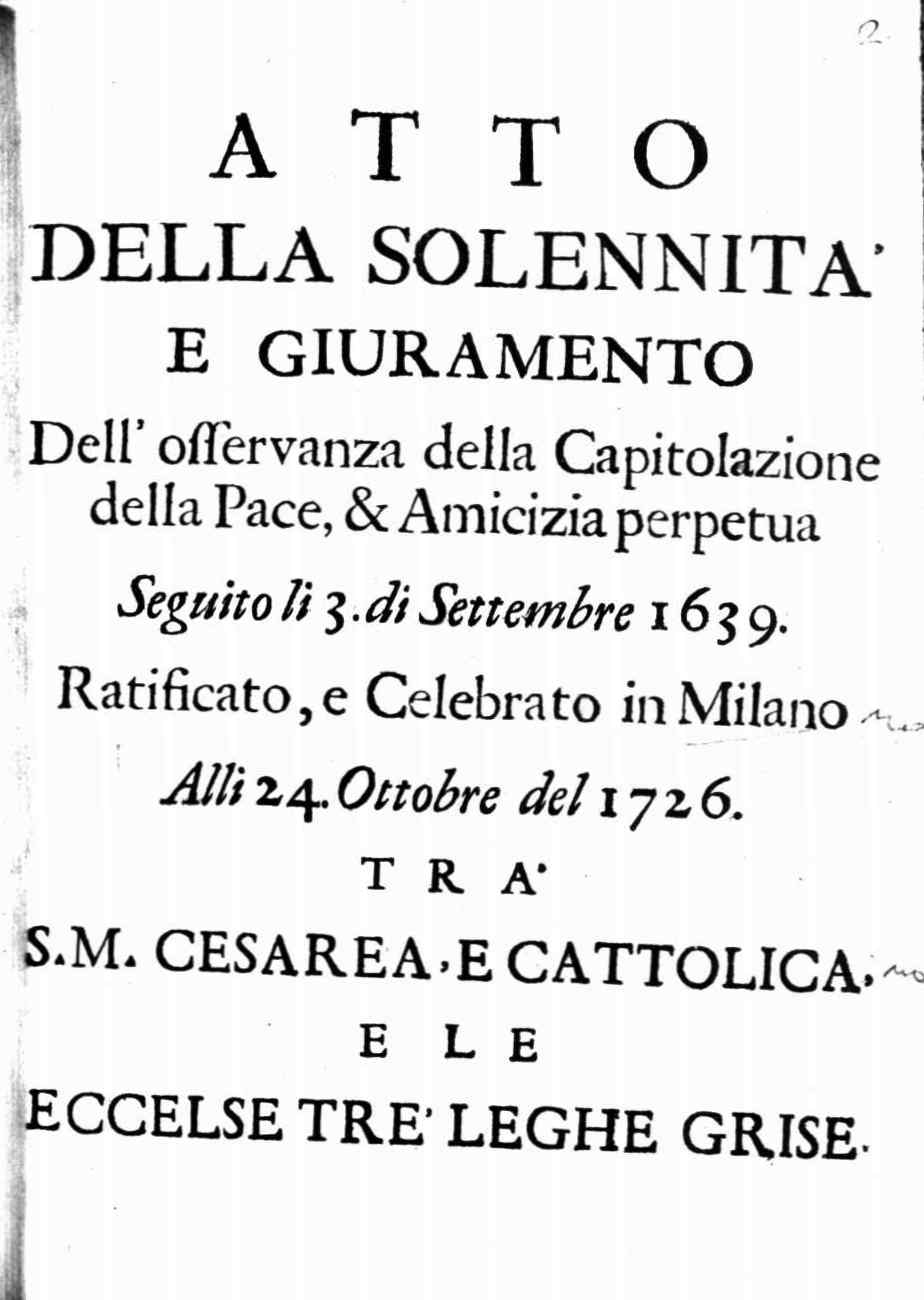
Giovanni Battista Bellino, Atto della solennità e giuramento dell'osservanza della capitolazione della pace, et amicizia perpetua seguito li 3 di settembre 1639 ... tra S. M. Cesarea e Cattolica, e le eccelse Tre Leghe Grise, 1726
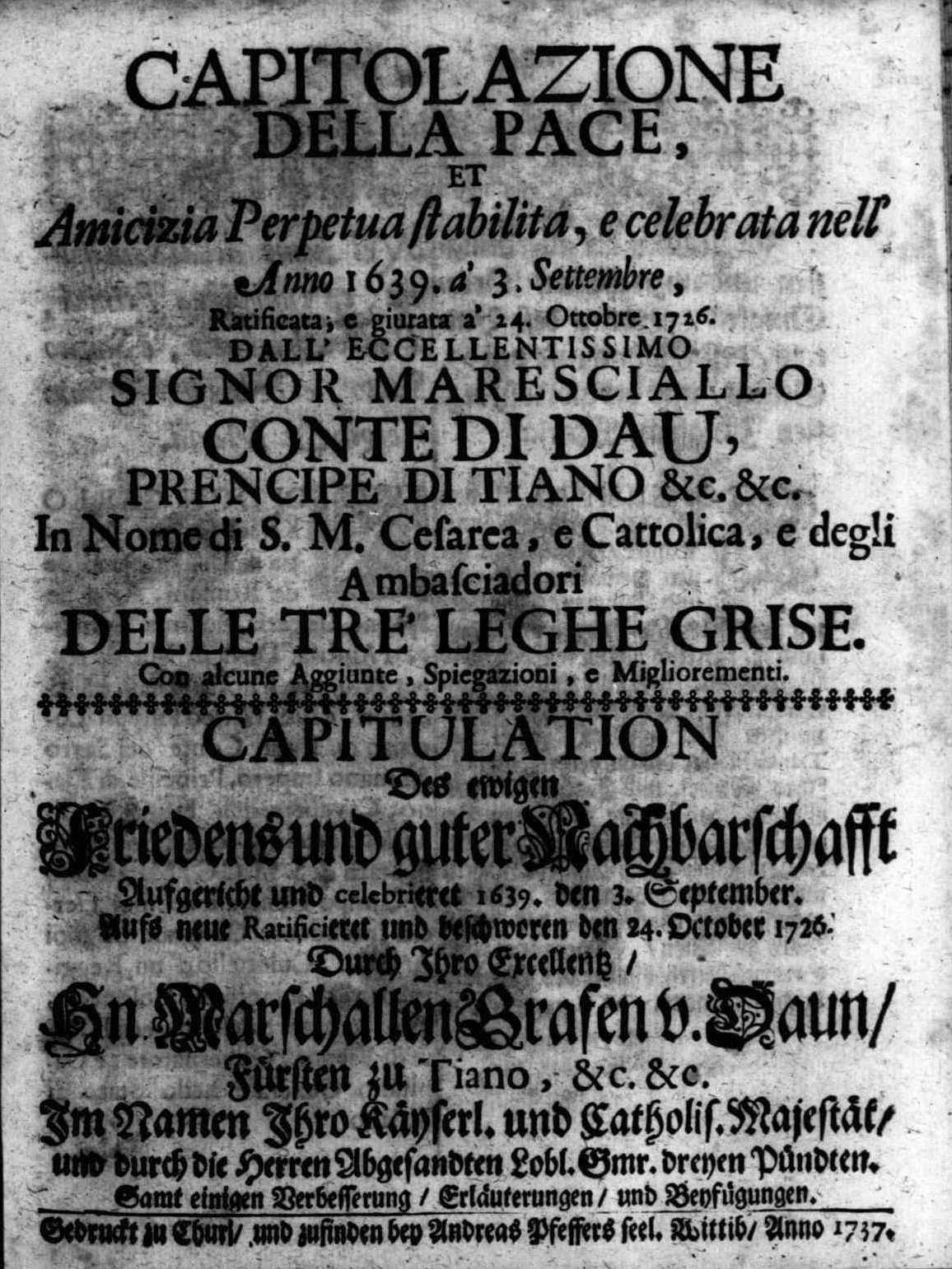
Capitolazione della pace et amicizia perpetua stabilita e celebrata nell'anno 1639 al 3 settembre, 1737